# Tolpia indiai
Tolpia indiai là một loài bướm đêm thuộc họ Erebidae. Nó được tìm thấy ở Nilgiri Hills ở Ấn Độ.
Sải cánh dài khoảng 15 mm. Cánh dưới màu nâu đậm và phía dưới màu nâu đồng nhất.